# 小野俊太郎
小野 俊太郎（おの しゅんたろう、1959年3月18日- )は、日本の文芸評論家。

## 略歴
北海道生まれ。旧・東京都立大学卒業。成城大学大学院英文科博士後期課程単位取得退学。成蹊大学など非常勤講師。映画、ジェンダー論など多くの著作がある。
現代社会における人文学（ヒューマニティーズ）的想像力の重要性を、著書などを通じて論考している。

## 著書
- 『ピグマリオン・コンプレックス プリティ・ウーマンの系譜』ありな書房 1997／改訂版・小鳥遊書房 2020
- 『レポート・卒論の攻略ガイドブック 英米文学編』松柏社 1999
- 『<男らしさ>の神話 変貌する「ハードボイルド」』講談社選書メチエ 1999
- 『社会が惚れた男たち 日本ハードボイルド40年の軌跡』河出書房新社 2000
- 『いまさら質問できない英語基本の基本』松柏社 2001
- 『日経小説でよむ戦後日本』ちくま新書 2001
- 『英語論文のinputからoutputへ』松柏社 2002
- 『モスラの精神史』講談社現代新書 2007
- 『フランケンシュタイン・コンプレックス 人間は、いつ怪物になるのか』青草書房 2009
- 『人間になるための芸術と技術 ヒューマニティーズからのアプローチ』松柏社 2009
- 『大魔神の精神史』角川oneテーマ21新書 2010
- 『映画でレポート・卒論ライティング術』松柏社　2011
- 『明治百年　もうひとつの1968』青草書房　2012
- 『英米小説でレポート・卒論ライティング術』松柏社　2013
- 『デジタル人文学』松柏社　2013
- 『『ギャツビー』がグレートな理由（わけ）映画と小説の完全ガイド』彩流社　2013
- 『本当はエロいシェイクスピア』彩流社：フィギュール彩　2013
- 『ゴジラの精神史』彩流社：フィギュール彩、2014
- 『フランケンシュタインの精神史　シェリーから『屍者の帝国』へ』彩流社：フィギュール彩、2015
- 『『東京物語』と日本人』松柏社、2015
- 『スター・ウォーズの精神史』彩流社：フィギュール彩、2015
- 『ウルトラQの精神史』彩流社：フィギュール彩、2016
- 『「里山」を宮崎駿で読み直す: 森と人は共生できるのか』春秋社、2016
- 『未来を覗く H・G・ウェルズ　ディストピアの現代はいつ始まったか』勉誠出版、2016
- 『 ドラキュラの精神史』彩流社：フィギュール彩、2016
- 『新ゴジラ論　初代ゴジラから『シン・ゴジラ』へ』彩流社、2017
- 『太平洋の精神史　ガリヴァーから『パシフィック・リム』へ』彩流社、2018
- 『ハムレットと海賊　海洋国家イギリスのシェイクスピア』松柏社、2018
- 『ガメラの精神史　昭和から平成へ』小鳥遊書房、2018
- 『快読　ホームズの『四つの署名』』小鳥遊書房、2019
- 『「クマのプーさん」の世界』小鳥遊書房、2020
- 『映画が描くアメリカの「病」 :その根源と流れを探る』松柏社、2021.7
- 『『アナと雪の女王』の世界 』小鳥遊書房、2021.7
- 『エヴァンゲリオンの精神史』小鳥遊書房、2022.5
- 『シェイクスピア劇の登場人物も、みんな人間関係に悩んでいる』小鳥遊書房、2023.4
- 『シェイクスピアの戦争』小鳥遊書房、2023.5
- 『P・K・ディックの迷宮世界　世界を修理した作家』小鳥遊書房、2024